# Ascalenia acaciella
Ascalenia acaciella é uma Traça  da família das Cosmopterigidae. Pode ser encontrada nas Ilhas Canárias, em Malta, no Norte de África, no Próximo e Médio Oriente, na zona Este do Afeganistão e no Paquistão. O habitat é constituído por áreas secas ou desérticas.
A Envergadura das asas é de 6–7 mm.
As larvas crescem e alimentam-se nas flores de espécies de Acacias, incluindo Acacia farnesiana, Acacia karroo e Acacia tortilis . A pupação ocorre entre as flores num casulo transparente coberto com fezes. Os adultos estão activos em quase todo o ano, existindo provavelmente varias gerações durante o ano.